# Estofado
L'estofado (de l'espagnol estofado en espagnol : [estoˈfado]) est une technique décorative particulière pour la réalisation d'images sacrées sur bois polychrome.

## Définition

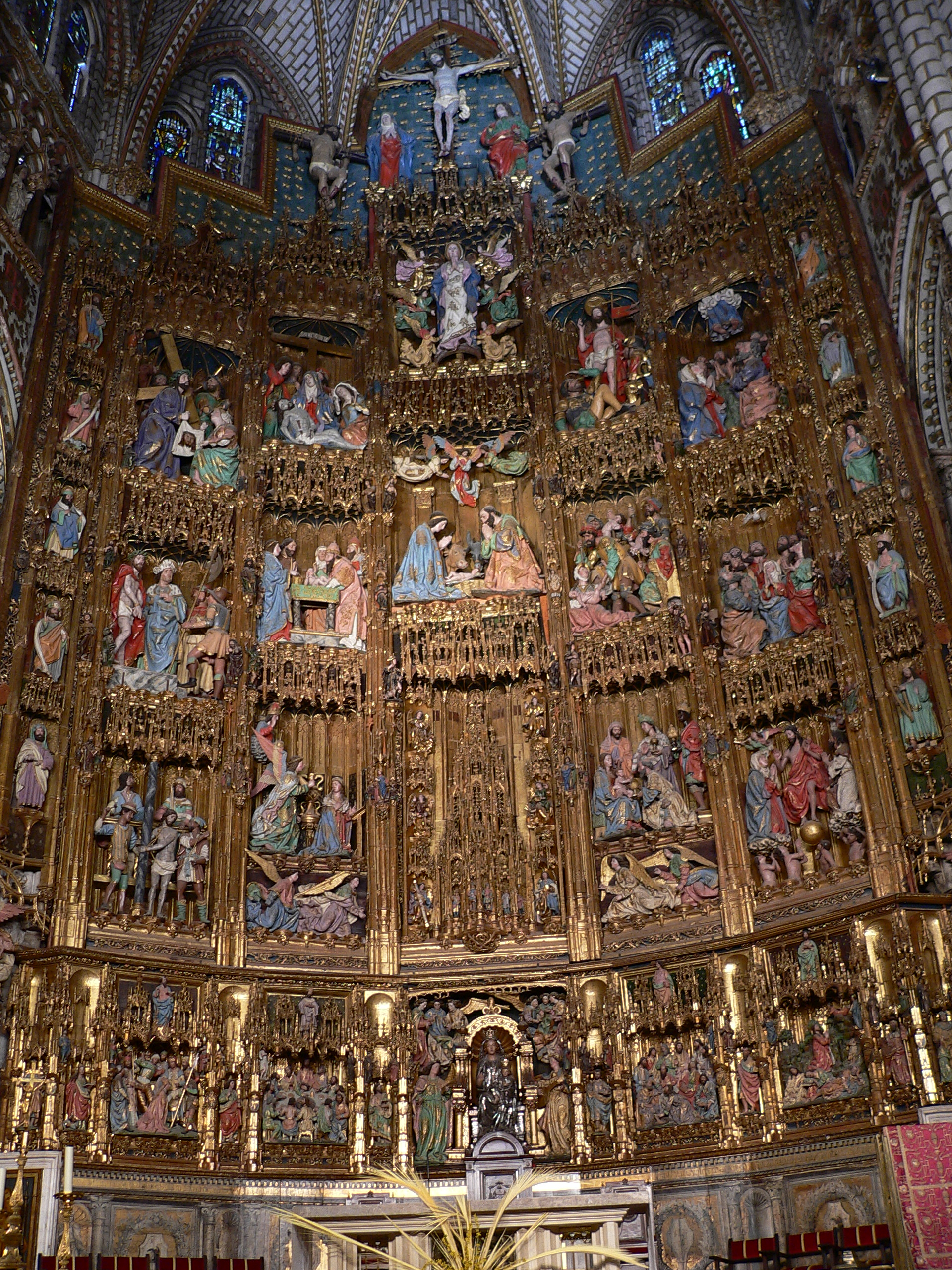
Le retable principal de la cathédrale de Tolède réalisé en partie avec la technique de l'estofado.

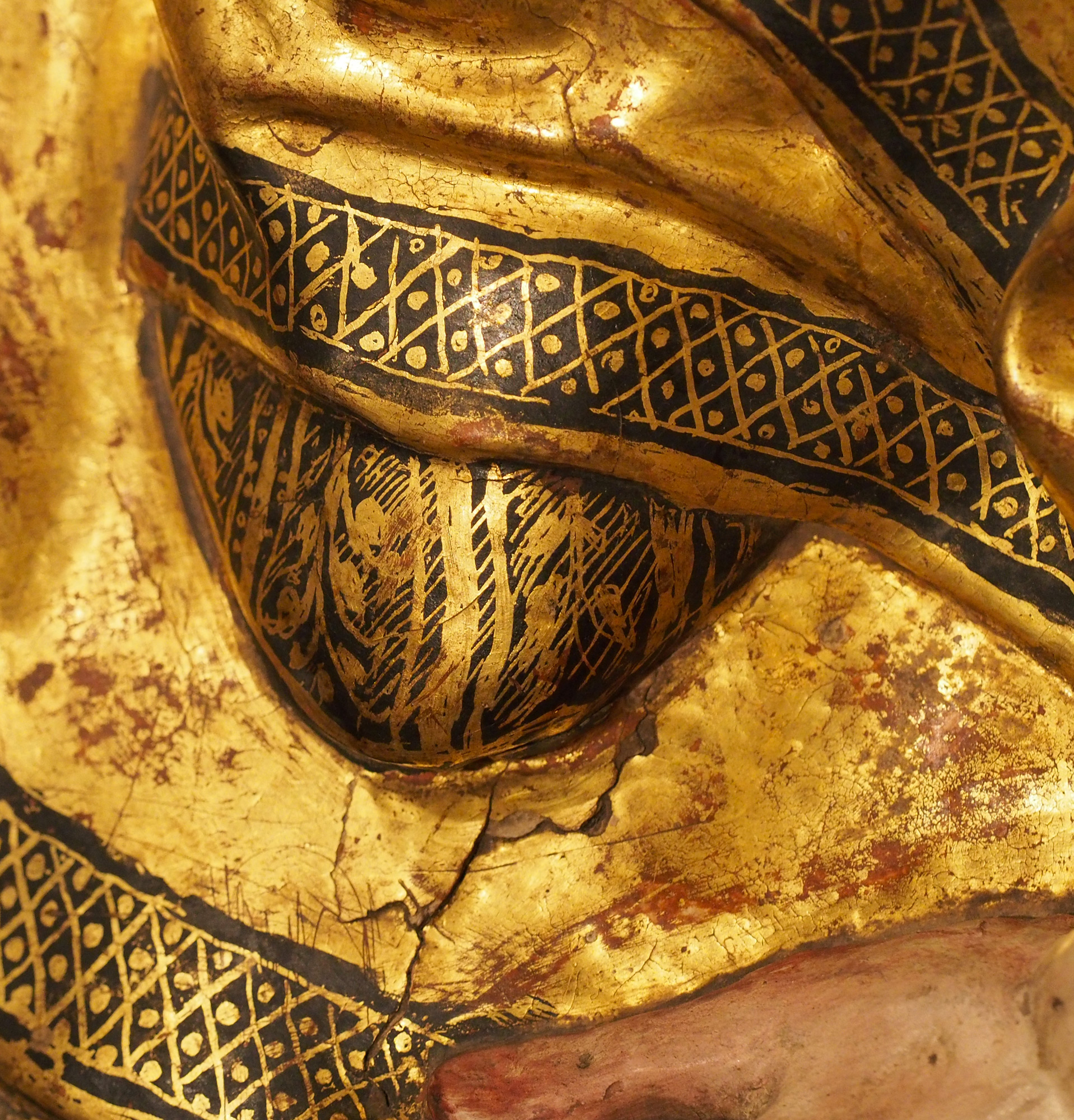
Détail du retable de l'église de San Benito el Real à Valladolid, c. 1530.

L'estofado est une technique artistique de polychromie qui imite l'apparence du brocart d'or. Le terme espagnol vient originellement de l'italien stoffa (tissu) en référence aux textiles fins qu'il cherche à reproduire. Son origine se trouve à l'époque gothique, son utilisation devient plus populaire pendant les périodes de la Renaissance et du baroque, notamment en Espagne et dans sa sphère d'influence culturelle, où elle s'est répandue. Alors que l'estofado est principalement utilisé pour la sculpture sur bois, qu'il s'agisse de statuaire en ronde-bosse ou de reliefs, il peut également être utilisé sur d'autres supports, tels que des sculptures en pierre ou des peintures sur panneaux.

## Procédé
La surface sculptée est recouverte d'une couche de feuille d'or pur sur laquelle est appliquée une couche de bolus d'argile pouvant avoir des couleurs allant du rouge orangé au brun foncé. La feuille d'or est ensuite recouverte de couleur. Les teintes appliquées étaient différentes car le contraste avec l'or devait être chromatiquement efficace : vert, bleu, rouge, noir et blanc. Par la suite, la couleur était exportée par grattage avec un outil spécial appelé pissenlit pour libérer les parties où l'or devait refaire surface. L'ensemble prenait une couleur vive et chatoyante. Les premiers motifs décoratifs identifiés sont à thème géométrique avec des formes carrées, en losange ou à mailles fermées, lobées ou ouvertes composées de volutes en C et en S enchaînées ou en forme ogivales. À l'intérieur de ces mailles, des motifs décoratifs étaient insérés, généralement des motifs floraux ou de feuilles de chardon. Les fleurs aux pétales ressemblaient à la croix, la feuille de chardon crochue ou épineuse faisait allusion à la passion du Christ. Par rapport à ces modèles, il existait également un autre système, celui de la décoration libre dans lequel toute la surface était travaillée à la main sans avoir de motifs de référence géométriques. C'est un courant thématique qui commence à la fin du XVe siècle et dure jusqu'au début du XVIIIe siècle.
Cette technique a ses origines dans l'art gothique, elle a également été largement utilisée dans l'art baroque espagnol. Elle a été exportée d'Espagne vers l'art colonial en Amérique ainsi qu'en Sardaigne et en Sicile.

## Histoire
En 1777, l'Académie royale des Beaux-Arts Saint-Ferdinand (Real Academia de Bellas Artes de San Fernando) assume le pouvoir d'approuver tous les projets de nouveaux retables et, selon les nouveaux goûts néoclassiques, exige que la polychromie soit remplacée par du « marbre ou d'autres pierres appropriées ». Ce changement de style fait que la technique de l'estofado est reléguée à un niveau secondaire et est considérée comme courante ou populaire par la société cultivée.

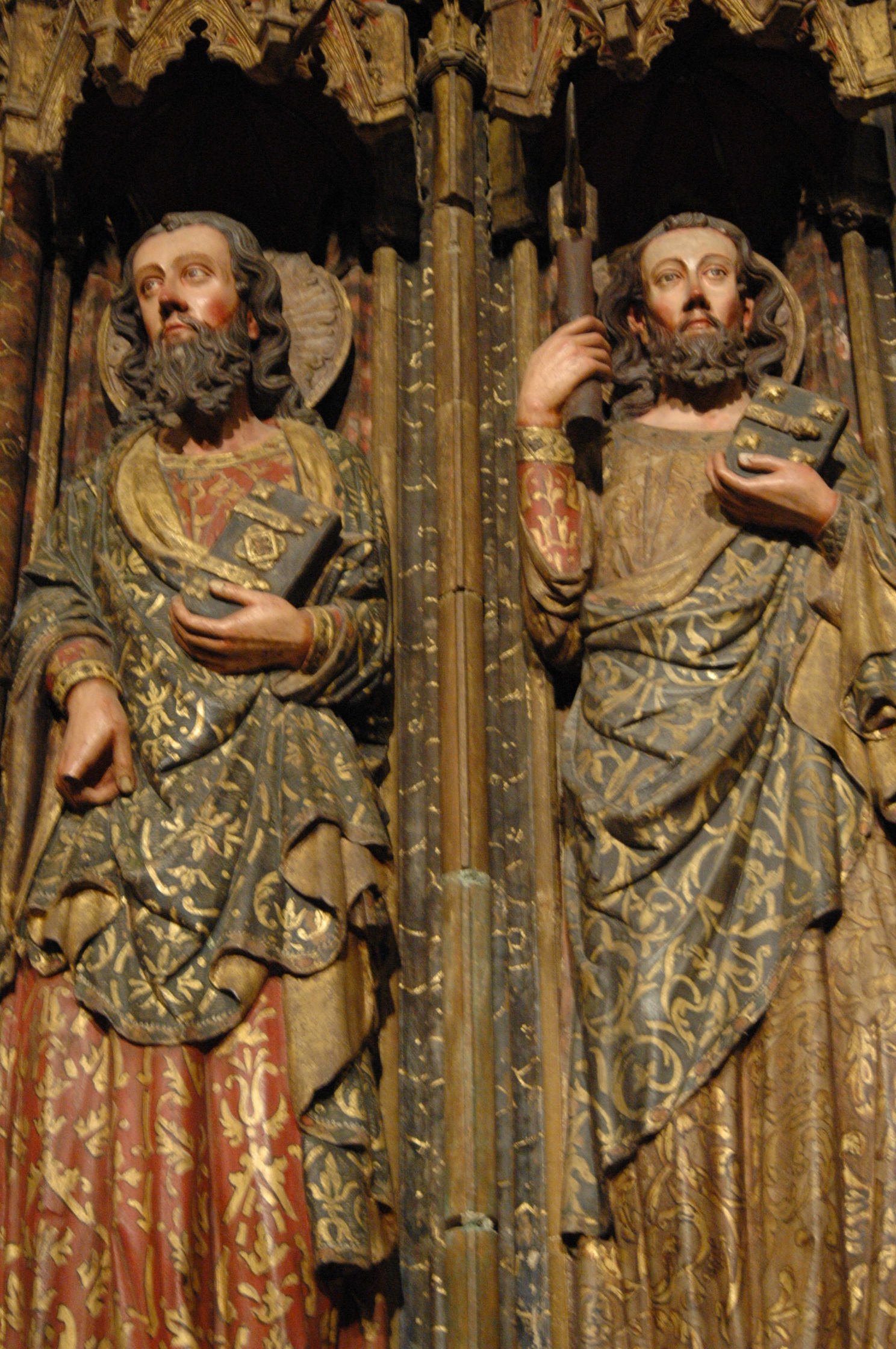
Apôtres, portail de l'église de Santa Maria de los Reyes (en), XIVe siècle, Laguardia
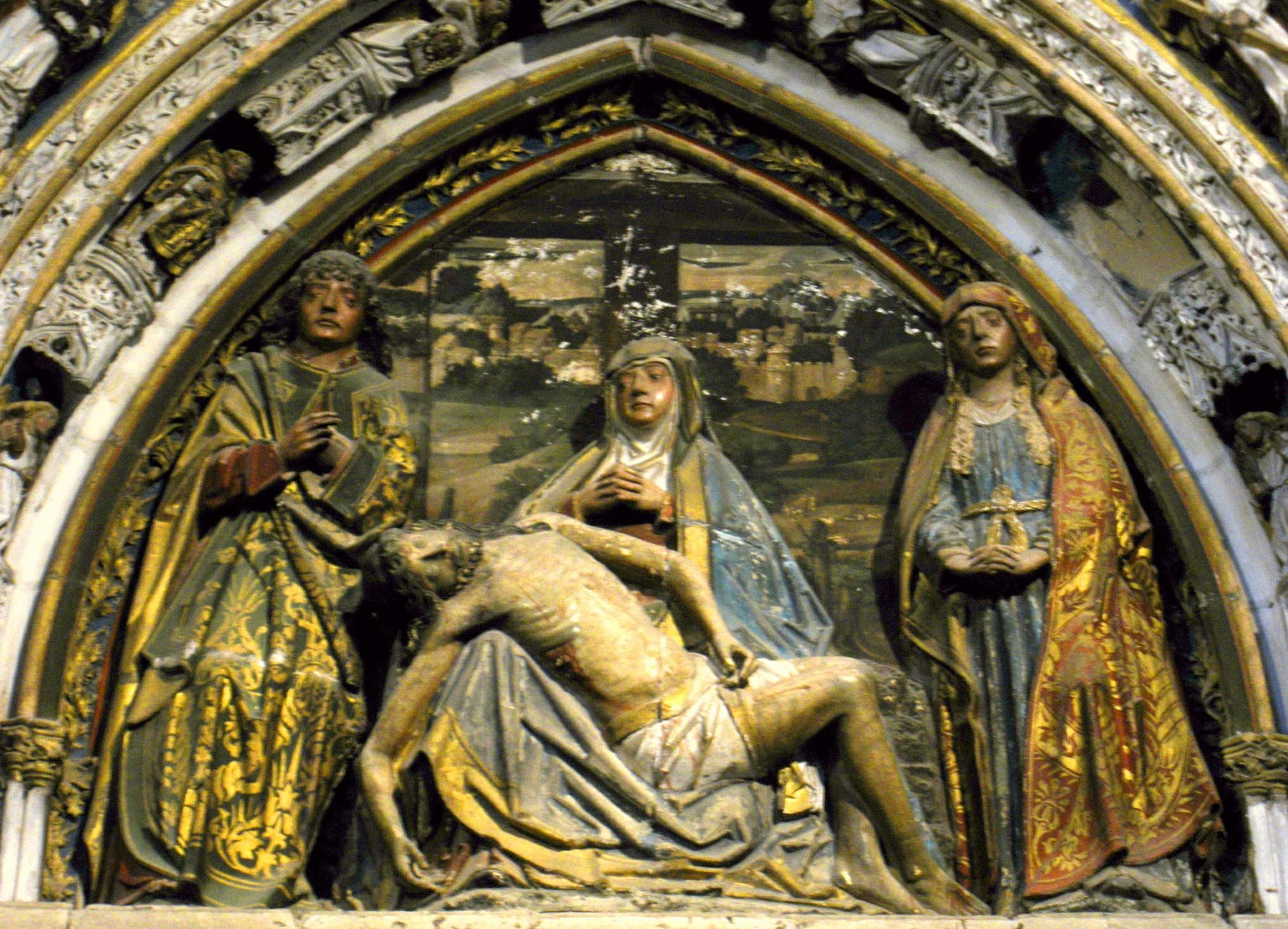
La Déposition, par Sebastián de Almonacid, XVe siècle, cathédrale de Ségovie
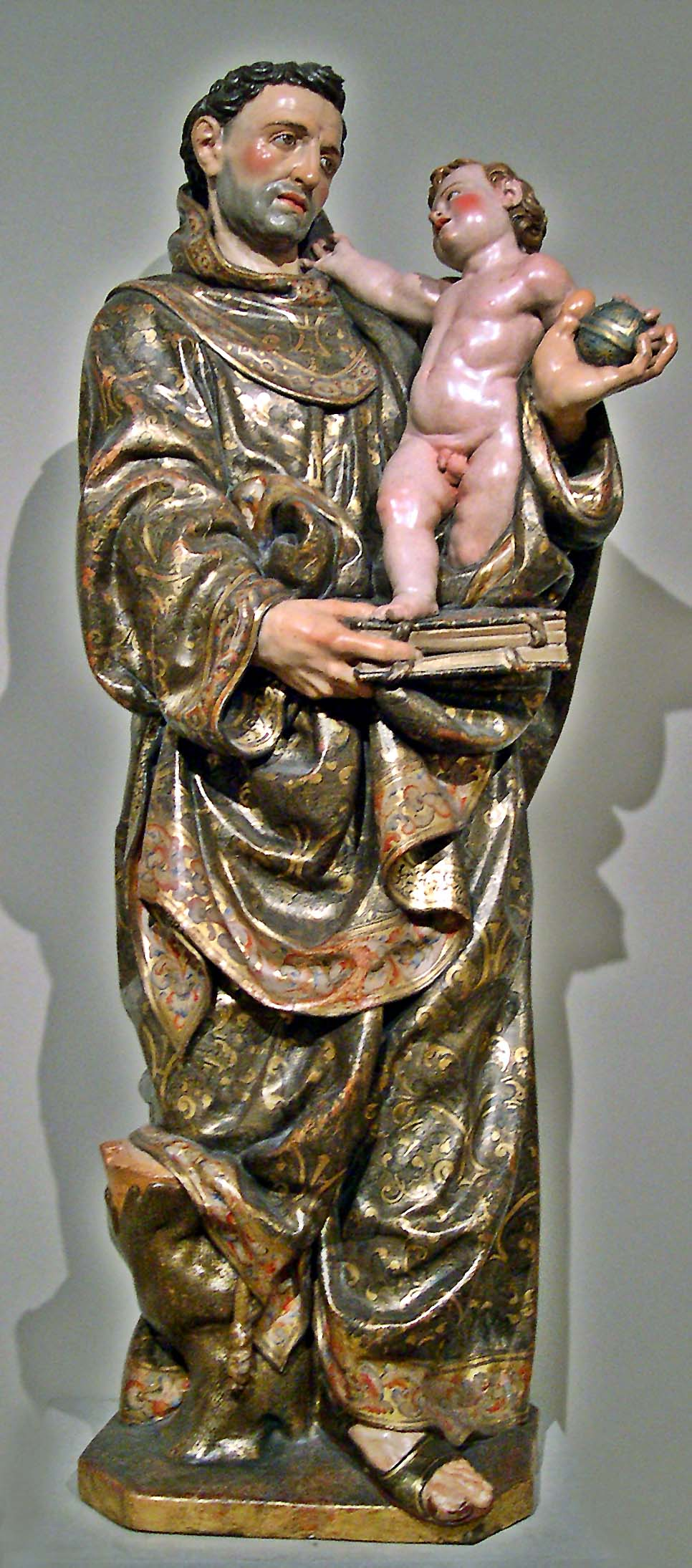
Saint Antoine de Padoue, Jean de Joigny, 1540, Musée national de la Sculpture, Valladolid
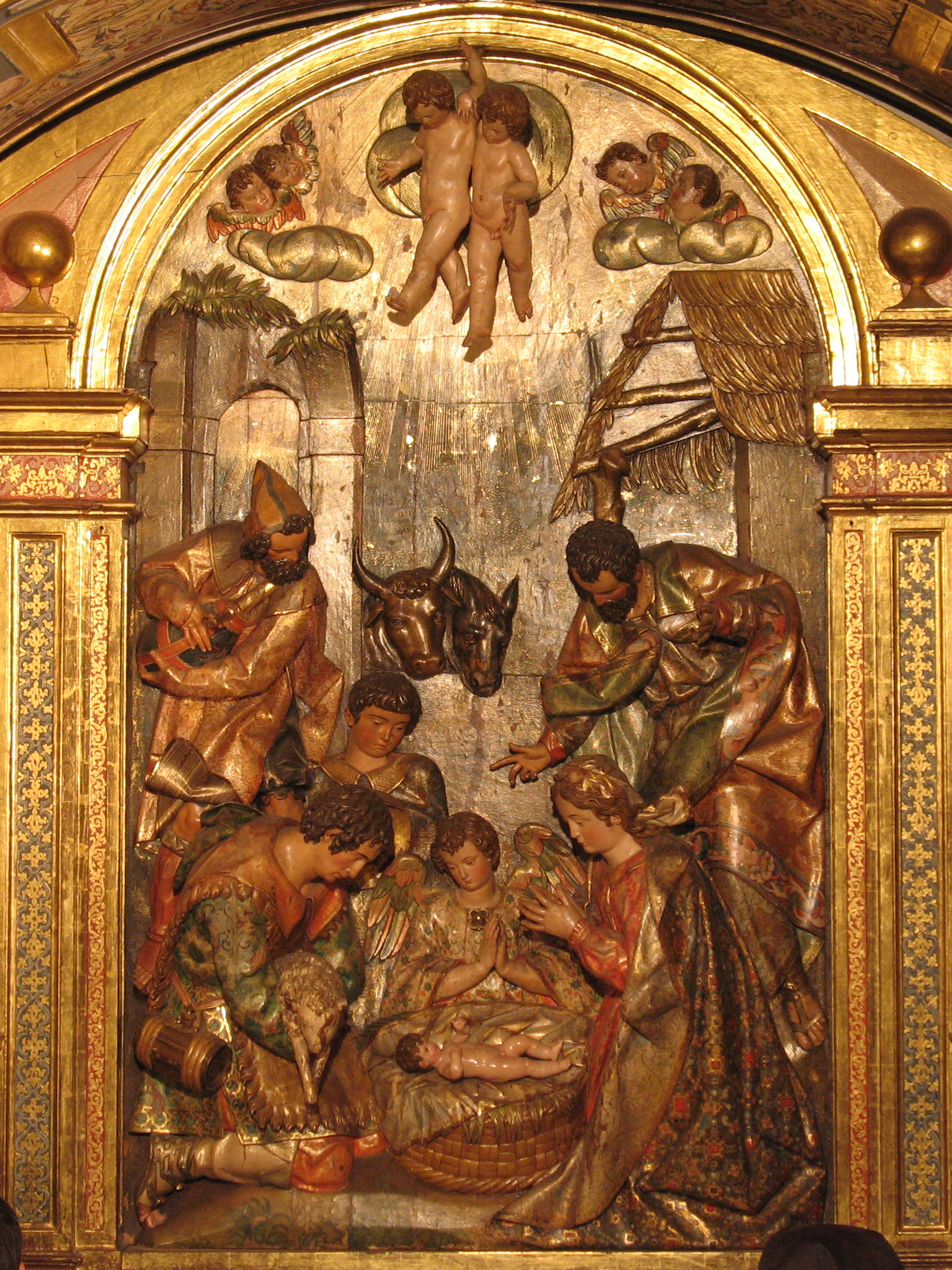
La Nativité par Gregorio Fernández, 1614, monastère de las Huelgas Reales (es), Valladolid
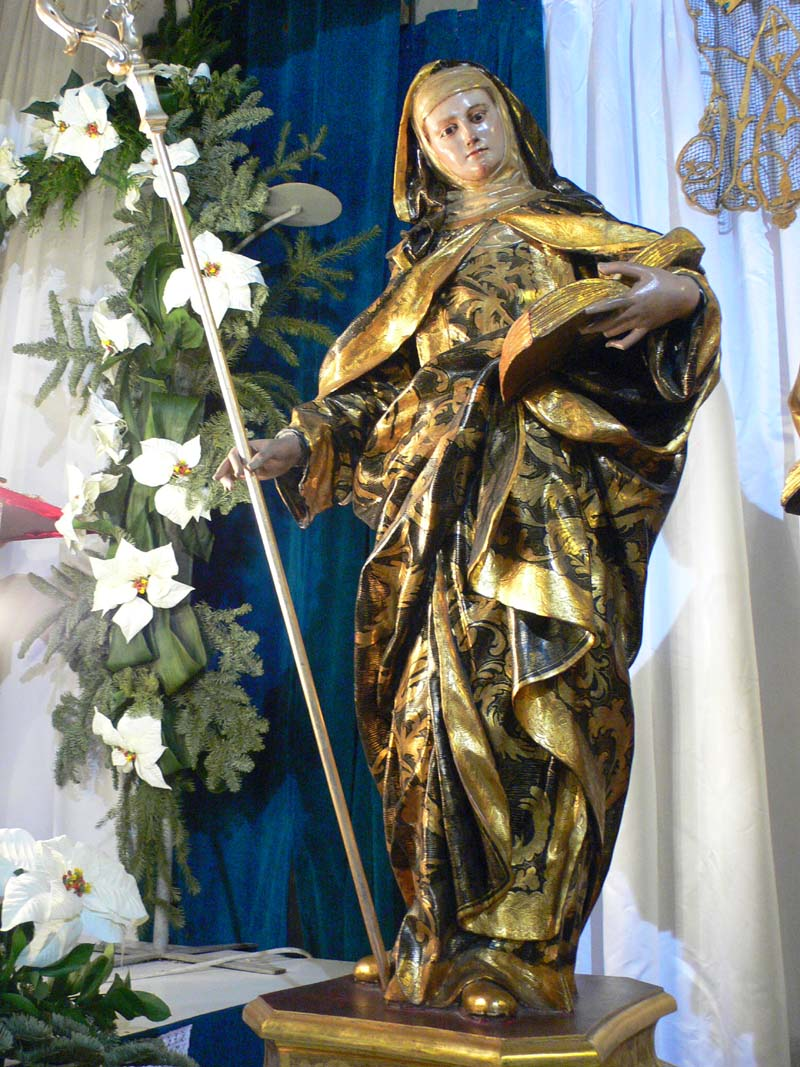
Sainte Florentina, Francisco Salzillo, 1755, église Santa Maria de Gracia à Carthagène
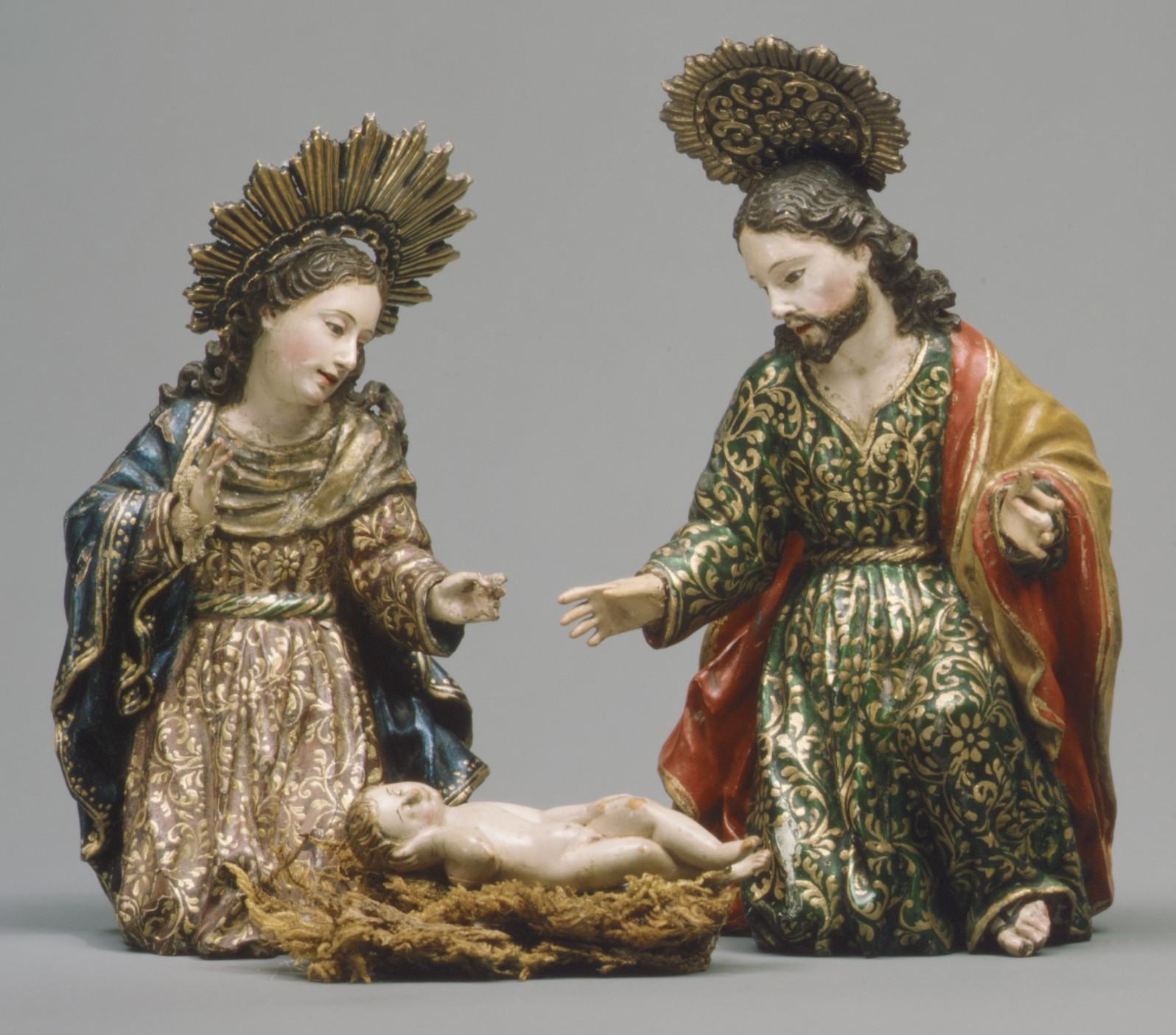
Nativité, Manuel Chili Caspicara (es), XVIIIe siècle, École de Quito (es)